# 导水管周围灰质
中脑导水管周围灰质（Periaqueductal gray，简称PAG）位於中腦的腹侧被盖区，是聚集在中脑导水管周围的神经细胞构成的灰质。PAG的已知功能包括对疼痛的下行调控、防卫行为、生殖行为和发声（Vocalization）功能，此區的細胞會分泌腦啡肽抑制疼痛。

## PAG与疼痛
传递温度和疼痛感觉的上行通路，即脊髓丘脑束（spinothalamic tract），也部分通过脊髓中脑束（spinomesencephalic tract）投射到PAG。
对PAG的电刺激立即导致深度止痛。当前对这一现象的被广泛接受的解释成为“疼痛的门控理论”（Gate control theory of pain）。根据这一理论，对PAG的刺激激活其中释放脑啡肽的神经元。这些被激活的神经元使中缝核释放5-羟色胺（5-HT）。5-HT下行到脊髓后角，对位于脊髓II板层（Laminae II）的抑制性中间神经元产生兴奋性作用。这些抑制性中间神经元被激活后，进而释放脑啡肽或强啡肽（dynorphin）（两种内源性阿片样神经递质）。这些内源性阿片样神经递质与上行的C和A-delta纤维上的mu型阿片受体结合，从而阻断这些纤维向丘脑的腹後外側核（VPL）传递的疼痛信号。这样，大脑皮质与疼痛相关的部分（例如前扣带皮层）也无法收到输入信号。

## PAG与防卫行为
实验发现，电刺激大鼠的PAG的背侧部和外侧部可使其引入防卫状态，表现为行动的冻结，跑动，跳跃，心动加速，血压升高，以及肌肉张力的增加等。相反地，对PAG的腹后外侧部的电刺激使大鼠进入一种松弛的镇静（quiescence）状态，以及相伴随的行动（mobility）的增加。
对PAG腹后外侧部的损毁显著降低有条件冻结行为；对PAG背侧的损毁可降低先天性的防卫行为，使动物看上去更为“驯服”。

## PAG与生殖行为
PAG的神经元收到内啡肽和阿片止痛剂的兴奋性作用。这些神经元与下丘脑的腹内侧核有联系，在雌性动物的求偶行为中扮演一定的角色。

## 更多图片

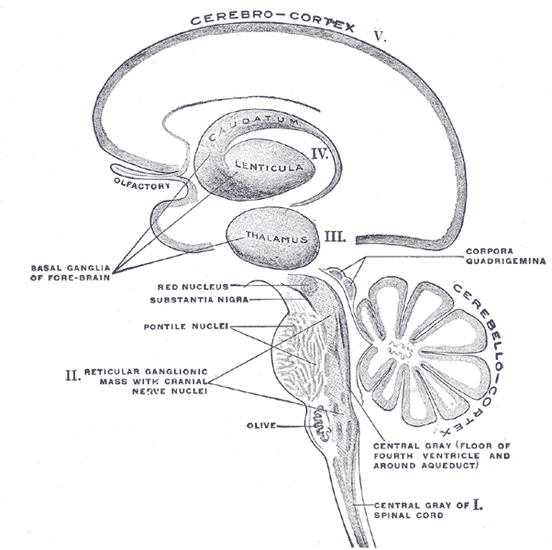
Schematic representation of the chief ganglionic categories (I to V).
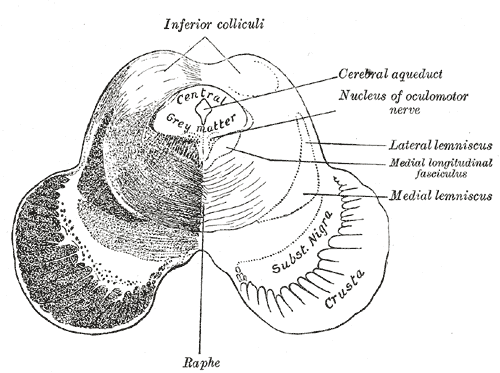
中脑下丘层面的横切面。图中的Central grey matter即中脑导水管周围灰质。
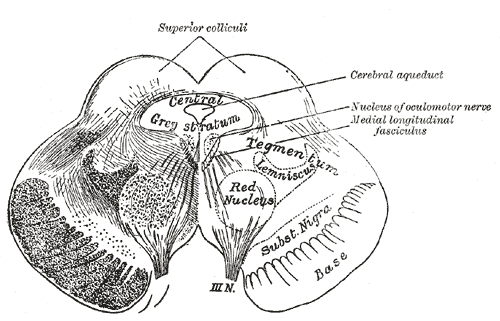
中脑上丘层面的横切面。图中的Central grey stratum即中脑导水管周围灰质。

## 外部連結
- Stained brain slice images which include the "Periaqueductal gray" at the BrainMaps project